# Sincerità (album Arisa)
Sincerità è il primo album in studio della cantante italiana Arisa, pubblicato il 20 febbraio 2009 dalla Warner Music Italy.

## Descrizione
Prodotto da Giuseppe Mangiaracina e Maurizio Filardo, che hanno anche collaborato alle musiche, l'album è stato trainato dal successo del singolo Sincerità, canzone che ha portato al successo la cantante permettendole di vincere la sezione "Nuove Proposte" del Festival di Sanremo 2009. Il singolo ha ottenuto un grande successo, stazionando per sei settimane consecutive alla prima posizione della classifica dei singoli italiana, permettendo anche all'album di vendere parecchie copie e spingendolo alla quinta posizione della classifica degli album. L'album è entrato in classifica anche in Svizzera.
Dall'album sono stati in seguito estratti i singoli Io sono e Te lo volevo dire, che hanno ottenuto meno successo della canzone d'esordio.

## Tracce
Testi di Giuseppe Anastasi (eccetto dove indicato), musiche di Giuseppe Anastasi, Giuseppe Mangiaracina e Maurizio Filardo.
1. Sincerità – 3:19
2. Io sono – 3:32
3. La mia strana verità – 3:28
4. Abbi cura di te – 3:59 (testo: Marco Conidi)
5. Pensa così – 4:35
6. Piccola rosa – 4:14 (testo: Giuseppe Anastasi, Maurizio Filardo)
7. Te lo volevo dire – 3:30 (testo: Marco Conidi)
8. Com'è facile – 3:32
9. L'uomo che non c'è – 3:19
10. Buona notte – 3:54

## Formazione
- Arisa – voce, cori
- Giuseppe Anastasi – voce
- Maurizio Filardo – chitarra, programmazione, violoncello, basso, mandoloncello, cori
- Giuseppe Mangiaracina – basso, tastiera, pianoforte
- Puccio Panettieri, Fabio Rondanini – batteria, percussioni
- Ernesto Tiago Sanchez – percussioni
- Andrea Di Cesare, Stefano Rondoni – violini
- Luana Monachesi – viola
- Claudia Della Gatta – violoncello

## Classifiche

### Classifiche settimanali
| Classifica (2009) | Posizione massima |
| ----------------- | ----------------- |
| Italia            | 5                 |
| Svizzera          | 94                |

### Classifiche di fine anno
| Classifica (2009) | Posizione |
| ----------------- | --------- |
| Italia            | 45        |